# Ampulla (chi ốc biển)
Ampulla là một chi ốc biển, là động vật thân mềm chân bụng sống ở biển trong họ Volutidae.

## Hình ảnh

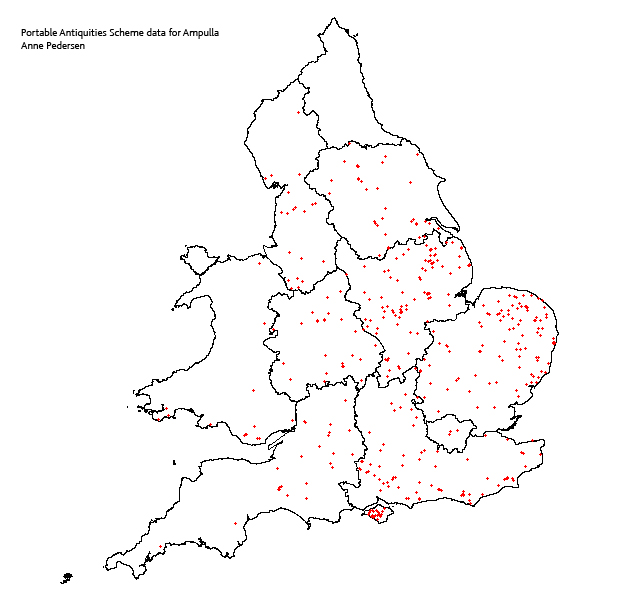
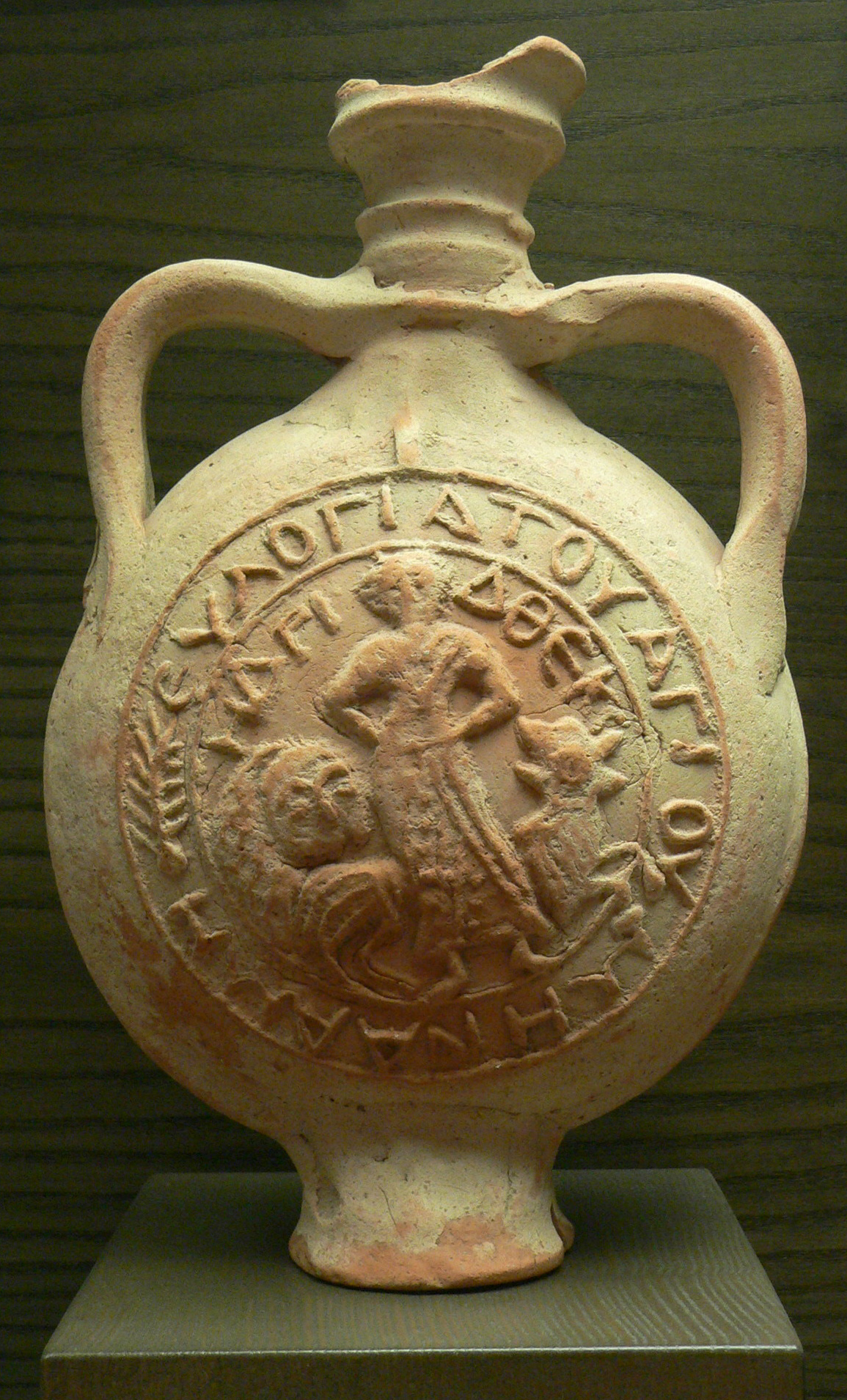
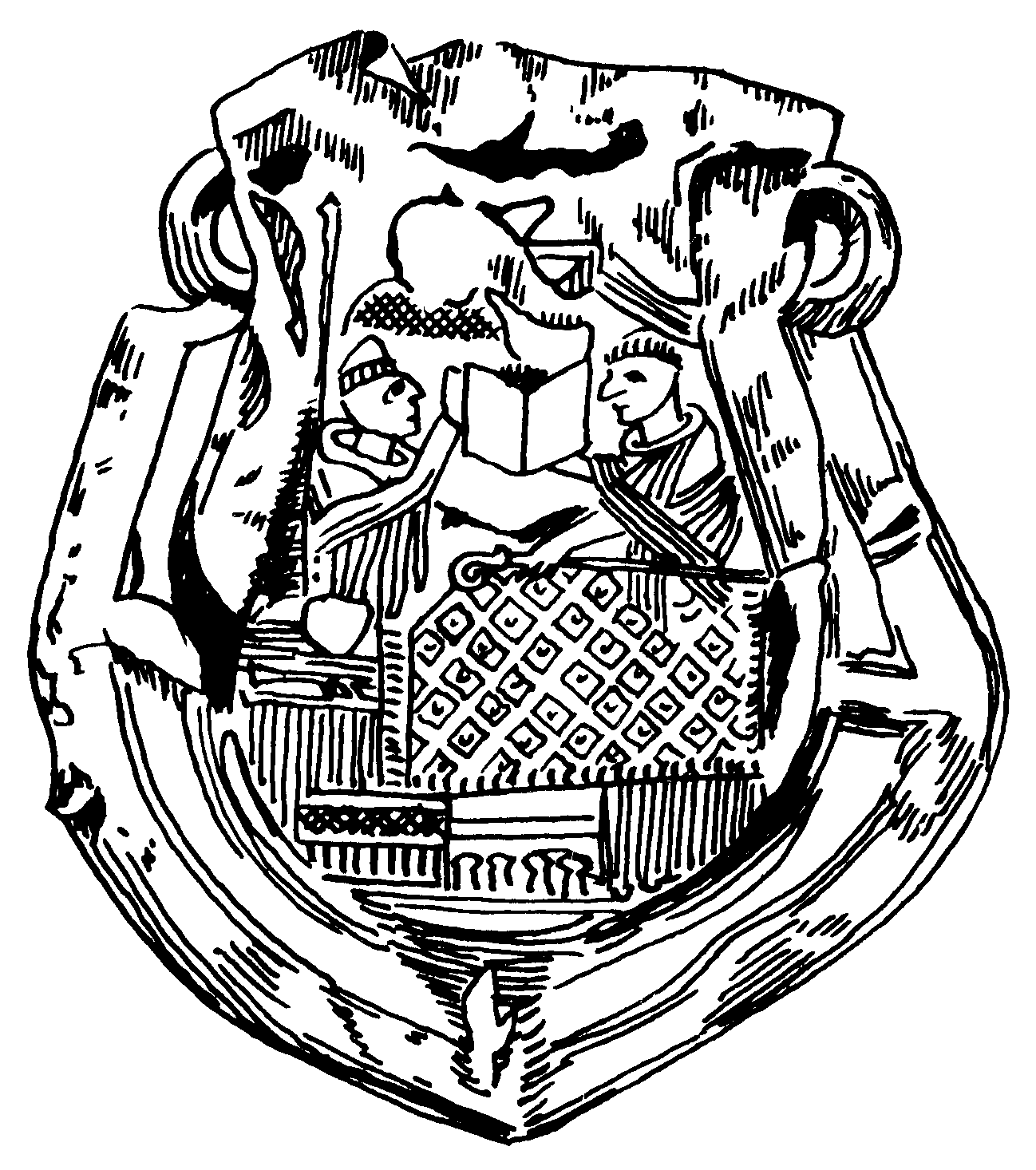
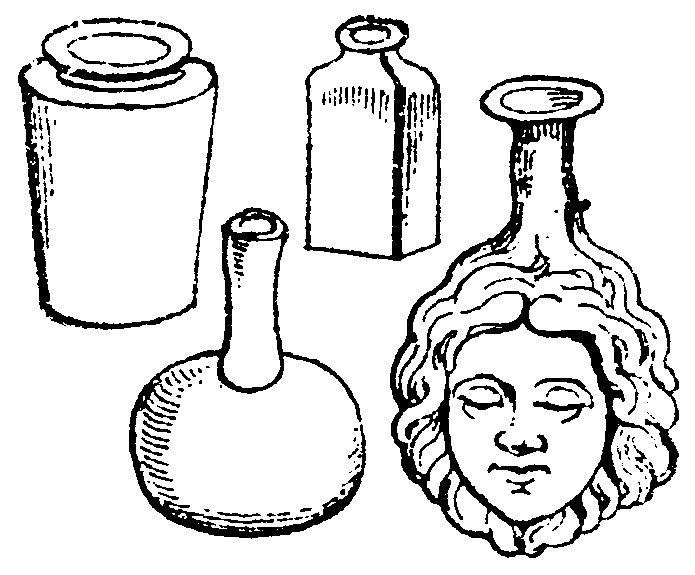

## Các loài
Các loài thuộc chi Ampulla bao gồm:
- Ampulla priamus (Gmelin, 1791)[2]